# Antonio Goicoechea y Cosculluela
Antonio Goicoechea y Cosculluela (* 21. Januar 1876 in Barcelona; † 1. Februar 1953 in Madrid) war ein monarchistischer spanischer Politiker und Jurist.

## Leben
Antonio Goicoechea y Cosculluela war Anwalt von Beruf und führte den autoritären Flügel der jungen Konservativen, die die Politik von Antonio Maura Montaner unterstützten. In dessen Kabinett war er von April bis Juli 1919 spanischer Innenminister.
Er unterstützte in den 1920er Jahren die Diktatur von Miguel Primo de Rivera. Während der zweiten Republik war er Chef der Acción Nacional. Er unterstützte den Putsch von José Sanjurjo. In den 1930er Jahren gründete er die monarchistische Renovación Española, in der sich vor allem Anhänger von König Alfons XIII. sammelten. Er gehörte einer Delegation an, die 1934 von Benito Mussolini Unterstützung gegen die Republik erbat. Später organisierte er finanzielle Unterstützung für die Falange. Im Jahr 1936 beschaffte er in Italien Waffen für den General Emilio Mola. Er begrüßte 1937 die politische Einigung der Rechten und wurde mit der Reorganisation des spanischen Bankensystems beauftragt.
Nach dem Spanischen Bürgerkrieg war er Chef mehrerer spanischer Banken. 1938 bis 1950 war er Präsident der Bank von Spanien, der Banco Exterior de España, der Hypothekenbank und der Industrie Credit Bank. 1936 bis 1953 Präsident der Königlichen Akademie der moralischen und politischen Wissenschaften in Madrid. Zusammen mit anderen Anwälten im Parlament unterzeichneten er 1943 einen Brief an Francisco Franco mit der Aufforderung zur Wiederherstellung der Monarchie.